# Prędkość Alfvena
Prędkość (fali) Alfvéna – w dynamice plazmy to prędkość rozchodzenia się w plazmie jednego z rodzajów fal magnetohydrodynamicznych (fale MHD) zwanych falami Alfvéna.
Prędkość ta jest określona wzorem:
{\displaystyle V_{A}={\frac {B}{\sqrt {\mu \rho }}}={\sqrt {\frac {\mu }{\rho }}}H,}
gdzie:
{\displaystyle B} – indukcja magnetyczna,
{\displaystyle H} – natężenie pola magnetycznego,
{\displaystyle \mu } – przenikalność magnetyczna plazmy,
{\displaystyle \rho } – gęstość plazmy.
Nazwę tym rodzajom fal nadano na cześć ich odkrywcy Hannesa Alfvéna.